# Tmesisternus flyensis
Tmesisternus flyensis là một loài bọ cánh cứng trong họ Cerambycidae.